# 김성규 (1988년)
김성규(1988년 1월 1일 ~ )는 대한민국의 전 축구 선수이며, 포지션은 수비수였다.